# 레이몬드 리
레이몬드 리(Raymond Lee, 1910년 1월 3일 ~ 1974년 6월 26일)는 미국의 아역 배우이자 영화 역사가이자 작가였다. 그의 영화 경력은 1915년부터 1927년까지 지속되었다.
시드니 프랭클린(Sidney Franklin)의 시리즈 폭스 선샤인 키디스(Fox Sunshine Kiddies)에 출연한 어린이 중 한 명이었다. 레이몬드 리의 영화 역할에는 찰리 채플린 영화 키드 (1921년 영화)의 일부가 포함되었다.
1970년에 동물배우에 관한 글을 썼다.

## 영화
- 키드 (1921년 영화)
- 골든 닌자 (1986년)